# Hamel (Illinois)
Hamel es una villa ubicada en el condado de Madison en el estado estadounidense de Illinois. En el Censo de 2010 tenía una población de 816 habitantes y una densidad poblacional de 270,44 personas por km².

## Geografía
Hamel se encuentra ubicada en las coordenadas 38°53′28″N 89°50′27″O / 38.89111, -89.84083. Según la Oficina del Censo de los Estados Unidos, Hamel tiene una superficie total de 3,02 km², de la cual 2,99 km² corresponden a tierra firme y (0,86%) 0,03 km² es agua.

## Demografía
Según el censo de 2010, había 816 personas residiendo en Hamel. La densidad de población era de 270,44 hab./km². De los 816 habitantes, Hamel estaba compuesto por el 99,39% blancos, el 0,37% eran afroamericanos, el 0% eran amerindios, el 0,12% eran asiáticos, el 0,12% eran isleños del Pacífico, el 0% eran de otras razas y el 0% pertenecían a dos o más razas. Del total de la población el 0,98% eran hispanos o latinos de cualquier raza.